# Вулси, Тед
Тед Вулси (англ. Ted Woolsey) — американский переводчик видеоигр и продюсер. Играл главную роль в переводе на английский язык и издании в США JRPG от Square Co. в 1991—1996 годах. Широко известен благодаря переводу на английский язык таких игр, как Final Fantasy IV, Final Fantasy VI и Chrono Trigger.

## Squaresoft
До прихода в Square Вулси окончил Университет Вашингтона в городе Сиэтл), где в 1988 году получил степень магистра в области японской литературы. В 1991 году Вулси устроился на работу в центральный офис Square в Редмонде, штат Вашингтон.
Первой работой Вулси был перевод Final Fantasy Legend III (SaGa 3 в Японии) на английский язык, кроме того, он занимался проверкой скрипта Final Fantasy IV (Final Fantasy II в США). Позднее он возглавлял перевод на английский язык таких игр, как Final Fantasy Mystic Quest (где, кроме того, участвовал в разработке как сценарист), Breath of Fire, Chrono Trigger, Final Fantasy VI, Secret of Evermore и Secret of Mana.
Практически все перечисленные переводы были выполнены Вулси единолично, причём в кратчайшие сроки (около месяца). Несмотря на огромную популярность игр в его переводе, Тед Вулси подвергался сильной критике со стороны игроков — за чрезмерную вольность перевода, необоснованные смены имен героев и чудовищные сокращения — в ранних играх под нож попадало до 50 % игрового текста. Как отмечал сам Вулси, сокращения были вынужденными, связанными с небольшими размерами картриджей и куда большей длиной предложения в английском, чем в японском — текст просто не вмещался в ROM (Final Fantasy VII такие сокращения не коснулись). Тем не менее, переводы Вулси считаются каноническими, и последующие переиздания игр вплоть до эпохи Game Boy Advance опирались именно на них.
Когда в 1996 году офис Square был перемещен в Лос-Анджелес, Калифорния, Тед Вулси предпочел покинуть компанию. Последней его работой был перевод Super Mario RPG: Legend of the Seven Stars. Его английская локализация Final Fantasy VII вышла в начале 1997 года уже после ухода Вулси из компании.

## Big Rain и Craveyard
Вулси стал одним из основателей игровой студии Big Rain, созданной в том же 1996 году, и занял в ней место вице-президента по маркетингу и развитию бизнеса. Студия занялась разработкой компьютерной ролевой игрой Shadow Madness (1998) для PlayStation. В следующем году студия была куплена компанией Crave Entertainment и сменила название на Craveyard, переехав в Сиэтл. Параллельно с завершением Shadow Madness Craveyard начала разработку ролевой игры Project Cairo для Nintendo 64DD. Тем не менее, низкие продажи Shadow Madness заставили Crave Entertainment закрыть малоуспешную Craveyard в 1999 году. Разработка Project Cairo также была закрыта.

## RealNetworks
В том же 1999 году Вулси устроился на работу в компанию RealNetworks, известную созданием и продвижением форматов RealAudio и RealVideo, а также созданием медиаплеера RealPlayer, где получил пост директора по развитию бизнеса в области «онлайн-дистрибуции игр» через принадлежащий компании веб-сервис RealArcade. Там он работает и по сей день. Вулси был ответствен за запуск сервиса RealArcade в Японии.

## Список переведенных игр
- Final Fantasy Legend III
- Final Fantasy Mystic Quest
- Final Fantasy VI (Final Fantasy III в США)
- Breath of Fire
- Secret of Mana
- Chrono Trigger
- Super Mario RPG: Legend of the Seven Stars